# 伊斯特本市足球會
伊斯特本市足球會（英語：Eastbourne Borough Football Club）是一支位於英格蘭東南部東薩塞克斯郡伊斯特本的足球俱樂部，目前於英格蘭足球全國聯賽南角逐。

## 外部連結
- Official Website （页面存档备份，存于）
- Eastbourne Borough – ESPNsoccernet （页面存档备份，存于）
- Langney Sports@Football Club History Database
- Eastbourne Borough@Football Club History Database